# Bruce Stillman

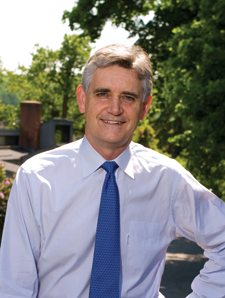
Bruce Stillman, 2011

Bruce William Stillman (* 16. Oktober 1953 in Melbourne) ist ein australischer Biologe und Grundlagenforscher. Er ist seit 2003 Präsident des Cold Spring Harbor Laboratory, einer renommierten Forschungseinrichtung in Cold Spring Harbor auf Long Island, New York.

## Leben
Bruce Stillman erwarb 1975 einen Bachelor an der University of Sydney und 1979 einen Ph.D. an der Australian National University in Canberra. Als Postdoktorand ging Stillman an das Cold Spring Harbor Laboratory im US-Bundesstaat New York und blieb im Weiteren immer an dieser Einrichtung: seit 1985 als Professor, seit 1992 als Direktor des dortigen Krebsforschungszentrums, von 1994 bis 2003 als Direktor der Gesamtinstitution (in der Nachfolge von James Watson) und seit 2003 als ihr Präsident. Zusätzlich hat er seit 1992 eine Professur für Mikrobiologie und molekulare Genetik an der Stony Brook University in Stony Brook auf Long Island.

## Wirken
Bruce Stillman gilt als Vorreiter der Erforschung der DNA-Replikation und der chromosomalen Vererbung. Stillman und seine Mitarbeiter konnten zahlreiche Proteine identifizieren, die für die DNA-Replikation benötigt werden. Besonderes Interesse gilt den Nukleosomen. Es gelang Stillman und Mitarbeitern, den kompletten Replikationsapparat des Simian-Virus 40 in vitro nachzubilden. Stillmans Arbeiten trugen wesentlich zum Verständnis der Replikationsgabel in eukaryoten Zellen bei.
Stillman gehört zu den Herausgebern der renommierten Fachzeitschrift Cell und ist Mitglied im Verwaltungsrat des Massachusetts Institute of Technology (MIT) in Cambridge, Massachusetts. Außerdem ist er Mitglied in den wissenschaftlichen Beiräten zahlreicher Institutionen, Fachgesellschaften (darunter das National Research Council und das National Cancer Institute) und Fachzeitschriften.
Stillman hat laut Google Scholar einen h-Index von 112, laut Datenbank Scopus einen von 93 (jeweils Stand September 2022).

## Auszeichnungen (Auswahl)
- 1993 Mitgliedschaft in der Royal Society[3]
- 1999 Order of Australia
- 2000 Mitglied der National Academy of Sciences
- 2004 Alfred P. Sloan, Jr. Prize mit Thomas J. Kelly[4]
- 2008 Mitgliedschaft in der American Academy of Arts and Sciences[5]
- 2010 Louisa-Gross-Horwitz-Preis mit Thomas J. Kelly[6]
- 2019 Canada Gairdner International Award[7]
- 2020 H.P.-Heineken-Preis für Biochemie und Biophysik[8]